# Jim Kimball
Jim Kimball est un batteur de rock américain, ayant joué au sein des groupes Laughing Hyenas (de 1985 à 1991), Mule (de 1991 à 1994), The Jesus Lizard (de 1996 à 1999), et The Denison-Kimball Trio (projet créé avec le guitariste Duane Denison).

## Référence
- (en) Cet article est partiellement ou en totalité issu de l’article de Wikipédia en anglais intitulé « Jim Kimball » (voir la liste des auteurs).